# Alta Mesa Memorial Park
Alta Mesa Memorial Park é um cemitério localizado em Palo Alto, Califórnia. Foi estabelecido em 1904. Possui locais determinados para sepultamentos tradicionais, um mausoléu e columbário.

## Personalidades
- Thomas Andrew Bailey, historiador
- Tennessee Ernie Ford, músico[2][3]
- Wilhelmina Harper
- Steve Jobs, co-fundador da Apple Inc.[4][5]
- Ron McKernan, membro fundador da banda Grateful Dead[3]
- Kathleen Norris
- David Packard, fundador da Hewlett-Packard[5]
- William Bradford Shockley, desenvolveu o transistor, laureado com o Nobel de Física de 1956[6]
- Frederick Terman, "pai do Vale do Silício"[3]
- Shirley Temple[7]
- Stephen Timoshenko, professor de mecânica aplicada da Universidade Stanford, patrono da Medalha Timoshenko[8]
- Ray Lyman Wilbur, médico, terceiro presidente da Universidade Stanford[9]